# Gilles Duceppe
Gilles Duceppe, né le 22 juillet 1947 à Montréal, est un syndicaliste et homme politique québécois. Élu sous la bannière du Bloc québécois en 1990, il est député fédéral de la circonscription de Laurier—Sainte-Marie pendant 21 ans. Il est chef de son parti de 1997 à 2011 en plus d'occuper brièvement le poste de chef de l'opposition officielle à la Chambre des communes. Après la défaite du Bloc québécois lors de l'élection de 2011, il se retire momentanément de la vie politique. Il reprend les rênes du parti le 10 juin 2015, avant de les quitter une seconde fois le 22 octobre suivant.

## Biographie
Né à Montréal le 22 juillet 1947, Gilles Duceppe est le fils de l'acteur Jean Duceppe et d'Hélène Rowley. Il est l'aîné de sept enfants et grandit dans le quartier Hochelaga-Maisonneuve, à Montréal. Il fait ses études secondaires au Collège Mont-Saint-Louis, avant d'étudier la science politique à l'Université de Montréal. Il est vice-président de l'Union générale des étudiants du Québec (UGEQ). Jeune, il s'intéresse au communisme, devenant membre actif du Parti communiste ouvrier (PCO). Il entame ensuite une carrière de négociateur pour la Confédération des syndicats nationaux (CSN).
En 1990, Gilles Duceppe devient le premier député élu sous la bannière du Bloc québécois, lors d'une élection fédérale partielle dans la circonscription de Laurier—Sainte-Marie, à Montréal. Cependant, il est alors officiellement enregistré en tant qu'indépendant car il est le seul député du Bloc québécois. Tous les autres députés du Bloc québécois avaient délaissé les partis progressistes-conservateur ou libéral plus tôt cette année-là. 
En 1996, le chef du Bloc québécois de l'époque, Lucien Bouchard, quitte son poste pour faire le saut en politique québécoise et prendre la tête du Parti québécois. Gilles Duceppe est alors nommé chef du Bloc québécois par intérim jusqu'à l'élection de Michel Gauthier. Lorsque Michel Gauthier démissionne de son poste, en mars 1997, Gilles Duceppe lui succède. Gilles Duceppe est le père de Alexis Brunelle-Duceppe, député à la Chambre des communes.

### Chef de parti
Lors de l'élection générale de 1997, le Bloc québécois perd son statut d'opposition officielle. Le parti passe de 54 à 44 sièges et glisse en troisième position à la Chambre des communes derrière le Parti réformiste du Canada. La campagne de 1997 est extrêmement difficile pour Gilles Duceppe, la nécessité du Bloc québécois étant remise en question, deux ans après l'échec référendaire de 1995 au Québec.

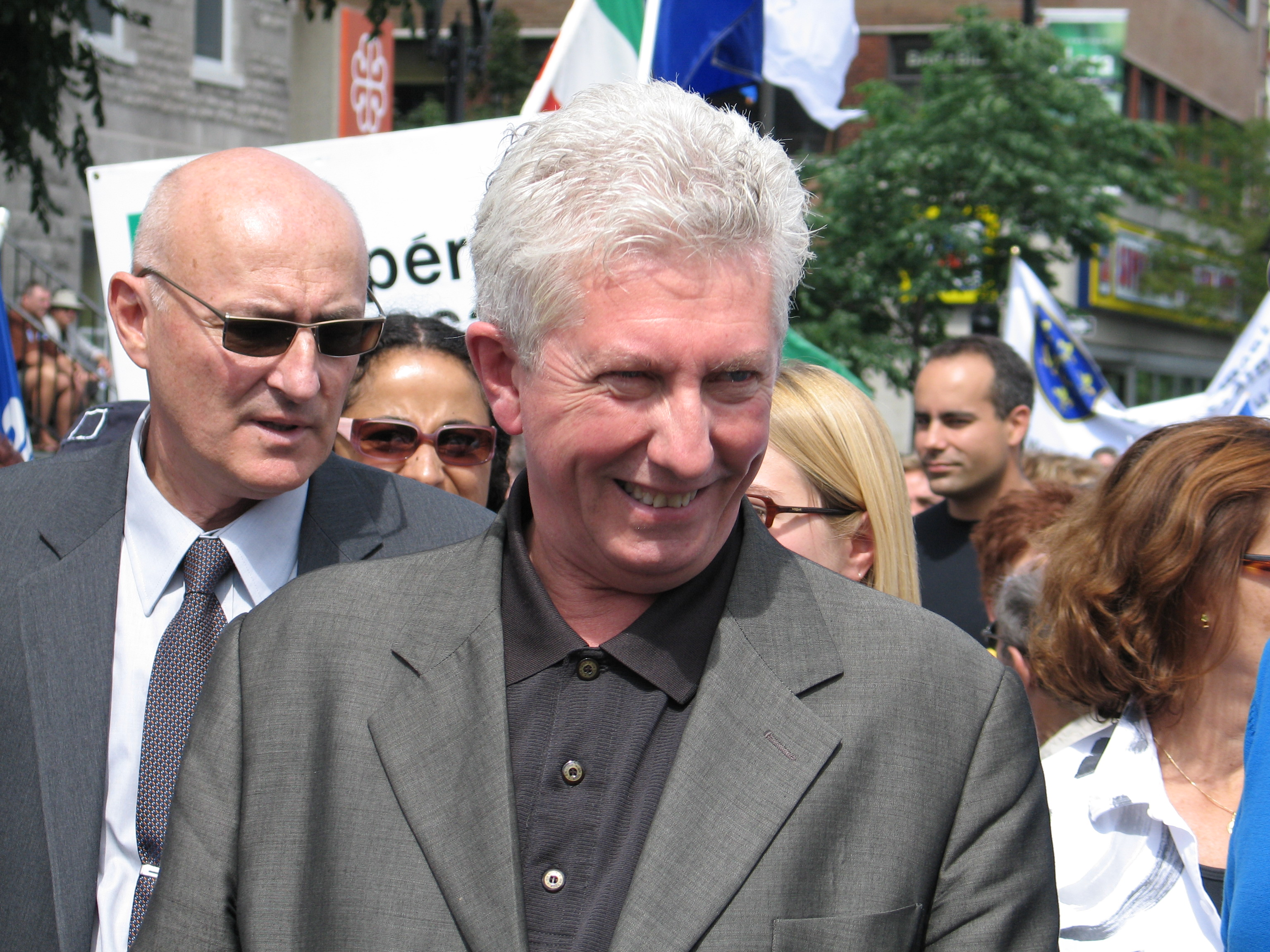
Gilles Duceppe en 2007

Le Bloc québécois tombe à 38 sièges à l'élection de 2000. Cependant, le scandale des commandites qui a éclaté peu après le départ de Jean Chrétien en tant que chef libéral en 2003 mais qui s'est produit durant l'administration de ce dernier, propulse le Bloc québécois dans les intentions de vote. Gilles Duceppe, homme politique expérimenté et habile dans les débats publics et lors des campagnes électorales, mène son parti vers des gains importants à l'élection fédérale de 2004. Le Bloc québécois remonte jusqu'à sa performance de 1993, remportant 54 sièges. La fusion des partis progressiste-conservateur et réformiste empêche alors le parti souverainiste de former l'opposition officielle.
Fort du succès récent de son parti, Gilles Duceppe est appuyé par 96,8 % des délégués du Bloc québécois lors d'un vote de confiance tenu au Congrès national d'octobre 2005. Toujours en 2005, la démission de Bernard Landry comme chef du Parti québécois et de l'opposition officielle au provincial, alimente les spéculations sur les chances de Gilles Duceppe d'entrer dans la course au leadership du Parti québécois. Ce dernier met rapidement fin aux rumeurs en indiquant qu'il ne quittera pas Ottawa pour se lancer dans la course.
Les spéculations sur sa nomination comme chef du Parti québécois reprennent en mai 2007, dans la foulée de la défaite électorale de ce parti aux élections québécoises du 26 mars 2007 et de la démission de son chef, André Boisclair. Le 11 mai 2007, Gilles Duceppe confirme son intention de prendre part à la course à la direction du Parti québécois, quelques minutes avant que Pauline Marois n'annonce elle aussi ses intentions. Cependant, le lendemain, à peine 30 heures après avoir annoncé sa candidature, il se retire et se rallie à Pauline Marois. Un sondage Crop-La Presse paru dans le quotidien La Presse du 12 mai donne 45 % d'appuis à Pauline Marois contre 21 % à Gilles Duceppe. Ce dernier dit avoir compris le message : ce sera « Pauline à Québec et Gilles à Ottawa ».
De retour à la Chambre des communes, le 14 mai, Gilles Duceppe annonce qu'il se soumettra à un nouveau vote de confiance lors du Conseil national d'octobre 2007. Pour leur part, les députés de son caucus lui accordent un appui unanime. Gilles Duceppe explique avoir commis l'erreur de s'être lancé trop rapidement dans la course à la direction du Parti québécois et affirme qu'il veut poursuivre son travail sur la scène fédérale.
Le même jour, Gilles Duceppe accompagne Pauline Marois lors d'une soirée bénéfice du Bloc québécois, tenue à Montréal. Il lui signifie son appui inconditionnel à cette occasion.
De nouvelles élections fédérales sont déclenchées à l'automne 2008. Gilles Duceppe réussit une autre bonne performance, bien que le nombre de députés de son parti au Parlement glisse à 49 à la suite du scrutin. Les coupures du premier ministre conservateur Stephen Harper dans les subventions aux organismes culturels ont favorisé le Bloc québécois contre le parti au pouvoir. Plusieurs voient alors en Gilles Duceppe l'homme qui a privé les conservateurs d'une majorité à la Chambre des communes.

### Départ de la vie politique

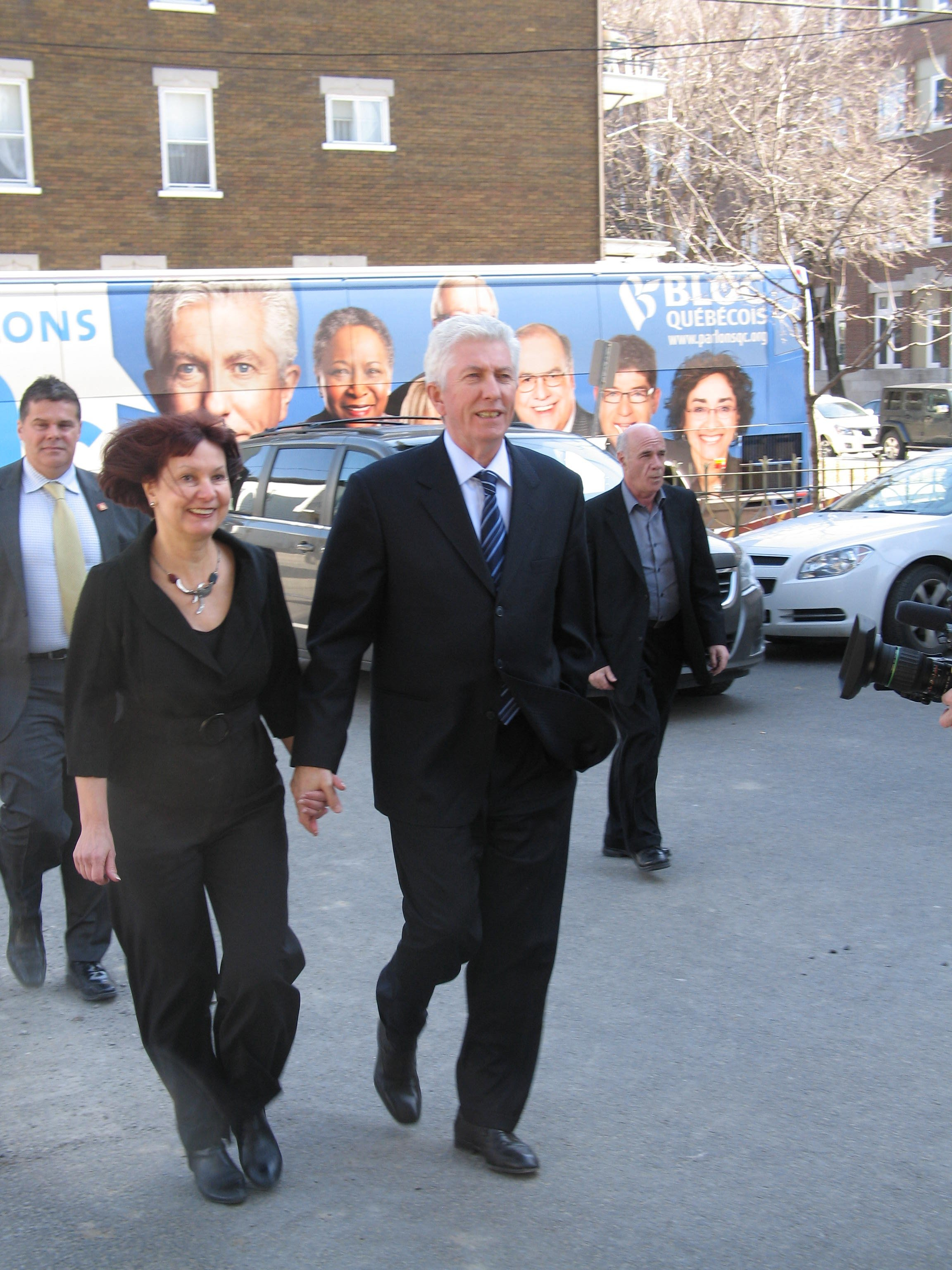
Gilles Duceppe en compagnie de son épouse, Yolande Brunelle, durant la campagne électorale de 2011.

L'élection fédérale du 2 mai 2011 marque la fin de la carrière de Gilles Duceppe à Ottawa. Le soir du scrutin, après une vague de soutien sans précédent des Québécois au Nouveau Parti démocratique, le Bloc québécois perd 43 des 47 sièges qu'il détenait en Chambre avant l'élection. Battu dans sa propre circonscription par Hélène Laverdière, Gilles Duceppe annonce sa démission.
À l'automne 2011, Duceppe est choisi pour tenir une chronique dans l'émission matinale de Catherine Perrin, Médium large, à la radio française de Radio-Canada. Ne pouvant y traiter d'affaires publiques et politiques, Gilles Duceppe dut se retirer de l'émission.
En 2012, il est soupçonné d'avoir utilisé des fonds publics à des fins partisanes. Selon la Chambre des communes, le Bloc québécois n'aurait pas informé la Chambre des communes que Gilbert Gardner était devenu directeur général du parti en 2004. Après enquête, le Bureau de régie interne de la Chambre des communes blanchit Duceppe des accusations d'avoir transgressé les règles gouvernant l'utilisation de son budget parlementaire, règles qui ont depuis été modifiées.
Le 1er novembre 2012, Gilles Duceppe est nommé président du conseil d'administration de DUCEPPE, la compagnie théâtrale fondée par son père.
Lors de la soirée électorale où Pauline Marois devient la première femme première ministre du Québec, Gilles Duceppe est alors analyste politique à la télévision. 
La première ministre du Québec, Pauline Marois, annonce le 27 mars 2013 que Gilles Duceppe sera nommé à la tête d'une future « Commission nationale sur l'emploi et la main-d'œuvre ». La commission tiendra des audiences dans les différentes régions du Québec afin d'entendre la population et des experts sur des questions reliées à l'assurance-emploi, à l'aide sociale, à la formation de la main-d'œuvre et à l'arrimage entre les formations offertes par les établissements d'enseignement et les besoins des employeurs.
De plus, Gilles Duceppe est par la suite chroniqueur pour le Journal de Montréal. Enfin il semble que Monsieur Duceppe participait aussi à certains rassemblement comme la Saint-Jean-Baptiste au Québec.

### Retour à la vie politique
Le 10 juin 2015, à la demande de Mario Beaulieu, il redevient chef du Bloc québécois en prévision de l'élection générale du 19 octobre 2015. Bien qu'il permette au Bloc québécois d'obtenir 10 sièges comparativement à 4 lors de l'élection précédente, il est à nouveau défait par la néo-démocrate Hélène Laverdière dans Laurier—Sainte-Marie.

### Second départ de la vie politique
Le 22 octobre 2015, Gilles Duceppe annonce, pour la seconde fois, sa démission en conférence de presse.